# Zoé Werner
Zoé Werner (* 5. August 2005 in Zwickau) ist eine deutsche Fußballspielerin, die seit 2017 für RB Leipzig spielt.

## Karriere

### Vereine
Gemeinsam mit ihrer Zwillingsschwester Mia begann Werner das Fußballspielen im Sommer 2014 beim Mädchen- und Frauenfußballverein DFC Westsachsen Zwickau. 2017 wechselte sie zu RB Leipzig; dort durchlief sie zunächst im Nachwuchsbereich die Altersklassen der C- und B-Juniorinnen und rückte dann zur Saison 2021/22 in die zweite Frauenmannschaft auf. Ihr Debüt im Seniorinnenbereich gab sie am 29. August 2021 (1. Spieltag) beim 1:1-Unentschieden im Auswärtsspiel gegen den FSV Babelsberg 74. Im Vorfeld der Saison 2022/23 erhielt sie einen Profivertrag und rückte in die erste Frauenmannschaft auf, mit der ihr in dieser Spielzeit der Gewinn der Meisterschaft in der 2. Bundesliga und damit der Aufstieg in die Bundesliga gelang. Ihr Erstligadebüt hatte sie am 1. September 2024 (1. Spieltag) beim 2:1-Heimsig gegen den 1. FC Köln.

### Auswahlmannschaft
Werner nahm für den Sächsischen Fußball-Verband in den Jahren 2018 und 2019 am DFB-Länderpokal in der Altersklasse U14 teil. An der Sportschule Wedau in Duisburg kam sie dabei in sechs Spielen zum Einsatz.

### Erfolge
- Meister 2. Bundesliga: 2023 (mit RB Leipzig)
- Sachsenpokal-Sieger: 2025 (mit RB Leipzig II)

## Persönliches
Werner besucht seit 2018 das Landesgymnasium für Sport Leipzig.
Bevor sie zum Fußball wechselte, betrieb sie mit ihrer Schwester ein Jahr lang Synchronschwimmen beim SV Zwickau 04.